# ماسينو فيسكونتي
ماسينو فيسكونتي (عادة ما تسمى ببساطة ماسينو) هي بلدية في مقاطعة نفارة في منطقة بيمونتي الإيطالية. وتقع على بعد 110 كيلومتر (68 ميل) شمال شرق تورينو وحوالي 40 كيلومتر (25 ميل) شمال نفارة.
ويحد بلدية ماسينو كلًا من ن البلديات التالية:  أرمينو وبروفيلو كاربوجنينو وليسا ونبيونو.
ويعود السبب إلى إضافة اللاحقة «فيسكونتي» إلى مسمى بلدية ماسينو إلى عائلة فيسكونتي في ميلانو؛ فهي عائلة نبيلة ومهمة في عصور إيطاليا الوسطى والذين كانوا في البداية سلاطين هذه البلدية.